# جوزف پاپ

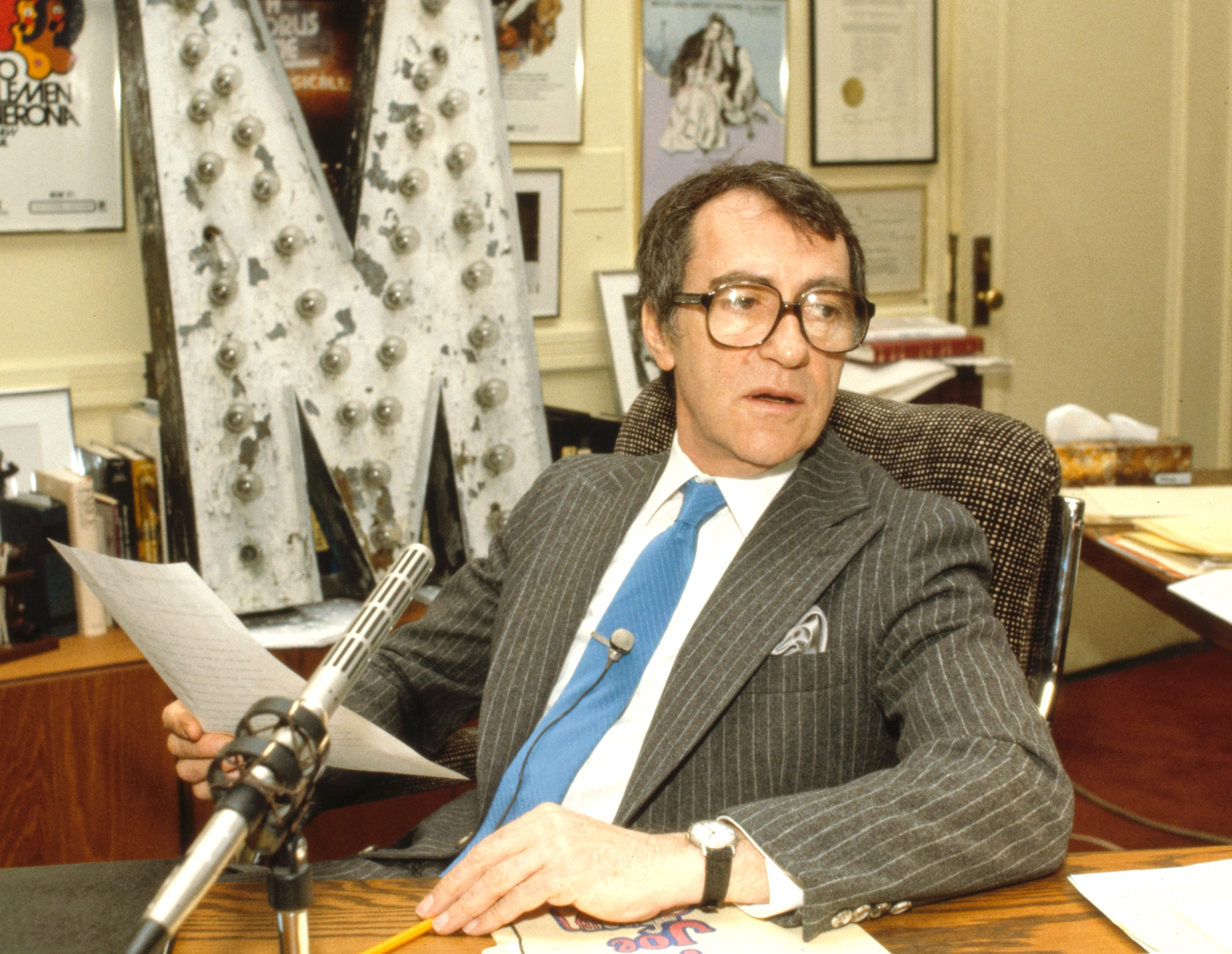
تصویر جوزف پاپ

جوزف پاپ (انگلیسی: Joseph Papp؛ ۲۲ ژوئن ۱۹۲۱ – ۳۱ اکتبر ۱۹۹۱) یک کارگردان و تهیه‌کننده تئاتر اهل ایالات متحده آمریکا بود.